# Arzu
Arturo García Muñoz (Dos Hermanas, 17 de março de 1981), conhecido por Arzu, é um ex-futebolista espanhol, que atuava como meia e zagueiro. É considerado idolo do Betis.
Joga como meio-campista, exercendo também funções de zagueiro. Excetuando-se uma passagem por empréstimo ao Córdoba, entre 2001 e 2002, Arzu jogou durante praticamente toda sua carreira no Betis, onde estreou em 1999, com apenas 18 anos.
1. ↑  https://www.realbetisbalompie.es/noticias/cantera/arzu-no-continuara-como-entrenador-del-betis-deportivo-31428
2. ↑  https://www.realbetisbalompie.es/noticias/arzu/arzu-dirigira-al-betis-deportivo-30033